# 32. Kongress der Vereinigten Staaten
Der 32. Kongress der Vereinigten Staaten, bestehend aus dem Repräsentantenhaus und dem Senat, war die Legislative der Vereinigten Staaten. Seine Legislaturperiode dauerte vom 4. März 1851 bis zum 4. März 1853. Alle Abgeordneten des Repräsentantenhauses sowie ein Drittel der Senatoren (Klasse I) waren 1850 bei den Kongresswahlen gewählt worden. Dabei ergab sich in beiden Kammern eine Mehrheit für die Demokratische Partei. Der Whig Party blieb nur die Rolle als Oppositionspartei. Der Kongress tagte in der amerikanischen Bundeshauptstadt Washington, D.C. Präsident war Millard Fillmore von der Whig Party. Die Vereinigten Staaten bestanden damals aus 31 Bundesstaaten. Die Sitzverteilung im Repräsentantenhaus basierte auf der Volkszählung von 1840.

## Wichtige Ereignisse
Siehe auch 1851 1852 und 1853
- 4. März 1851: Beginn der Legislaturperiode des 32. Kongresses
- Während der gesamten Legislaturperiode gingen die Indianerkriege weiter. Außerdem nehmen die Spannungen zwischen den Nord- und Südstaaten der USA allmählich zu.
- Mai bis August 1851: Ein schweres Hochwasser verursacht im mittleren Westen und im Tal des Mississippi River schwere Schäden.
- 18. September 1851: Gründung der Zeitung The New York Times (Damals noch unter dem Namen The New-York Daily Times).
- 20. März 1852: Harriet Beecher Stowe veröffentlicht ihren Roman Onkel Toms Hütte
- 1. Juli 1852: Der verstorbene Senator Henry Clay wird als erster Amerikaner in der Rotunde des United States Capitols aufgebahrt.
- 2. November 1852: Präsidentschafts- und Kongresswahlen in den USA. Der Demokrat Franklin Pierce wird neuer Präsident (Amtsantritt 4. März 1853). Bei den Kongresswahlen erringen die Demokraten die Mehrheit in beiden Kammern.
- 2. März 1853: Gründung des Washington-Territoriums.

## Zusammensetzung nach Parteien

### Senat
- Demokratische Partei: 36
- Whig Party: 23
- Free Soil Party: 3
- Vakant: 0

Gesamt: 62 Stand am Ende der Legislaturperiode

### Repräsentantenhaus
- Demokratische Partei: 127
- Whig Party: 85
- Unionisten: 10
- Free Soil Party: 4
- State Rights: 3
- Unabhängiger Demokraten: 3
- Unabhängiger Whig: 1
- Vakant: 0

Gesamt: 233 Stand am Ende der Legislaturperiode
Außerdem gab es noch vier nicht stimmberechtigte Kongressdelegierte.

## Amtsträger

### Senat
- Präsident des Senats: Vakant
- Präsident pro tempore: William R. King (D) bis 20. Dezember 1852, dann David Rice Atchison (D)

### Repräsentantenhaus
- Sprecher des Repräsentantenhauses: Linn Boyd (D)

## Senatsmitglieder
Im 32. Kongress vertraten folgende Senatoren ihre jeweiligen Bundesstaaten:
| Alabama - 2. Jeremiah Clemens (D) - 3. William R. King (D) bis zum 20. Dezember 1852 - Benjamin Fitzpatrick (D) ab dem 14. Januar 1853 Arkansas - 2. William King Sebastian (D) - 3. Solon Borland (D) Kalifornien - 1. John B. Weller (D) ab dem 30. Januar 1852 - 3. William M. Gwin (D) Connecticut - 1. Isaac Toucey (D) ab dem 12. Mai 1851 - 3. Truman Smith (W) Delaware - 1. James A. Bayard (D) - 2. Presley Spruance (W) Florida - 1. Stephen Mallory (D) - 3. Jackson Morton (W) Georgia - 2. John MacPherson Berrien (W) bis zum 28. Mai 1852 - Robert M. Charlton (D) ab dem 31. Mai 1852 - 3. William Crosby Dawson (W) Illinois - 2. Stephen A. Douglas (D) - 3. James Shields (D) Indiana - 1. Jesse D. Bright (D) - 3. James Whitcomb (D) bis zum 4. Oktober 1852 - Charles W. Cathcart (D) Vom 6. Dezember 1852 bis zum 18. Januar 1853 - John Pettit (D) ab dem 18. Januar 1853 Iowa - 3. Augustus C. Dodge (D) - 2. George W. Jones (D) Kentucky - 2. Joseph R. Underwood (W) - 3. Henry Clay (W) bis zum 29. Juni 1852 - David Meriwether (D) Vom 6. Juli bis zum 31. August 1852 - Archibald Dixon (W) ab dem 1. September 1852 Louisiana - 2. Solomon W. Downs (D) - 3. Pierre Soulé (D) Maine - 1. Hannibal Hamlin (D) - 2. James W. Bradbury (D) Maryland - 1. Thomas Pratt (W) - 3. James Pearce (W) Massachusetts - 1. Charles Sumner (FS= Free Soil Party) - 2. John Davis (W) Michigan - 1. Lewis Cass (D) - 2. Alpheus Felch (D) | Mississippi - 1. Jefferson Davis (D) bis zum 23. September 1851 - John J. McRae (D) Vom 1. Dezember 1851 bis zum 17. März 1852 - Stephen Adams (D) ab dem 17. März 1852 - 2. Henry S. Foote (D) bis zum 8. Januar 1852 - Walker Brooke (W) ab dem 18. Februar 1852 Missouri - 1. Henry S. Geyer (W) - 3. David Rice Atchison (D) New Hampshire - 2. John P. Hale (FS) - 3. Moses Norris (D) New Jersey - 1. Robert Field Stockton (D) bis zum 1. Januar 1853 - 2. Jacob W. Miller (W) New York - 1. Hamilton Fish (W) - 3. William H. Seward (W) North Carolina - 2. Willie Person Mangum (W) - 3. George Edmund Badger (W) Ohio - 1. Benjamin Wade (W) ab dem 15. März 1851 - 3. Salmon P. Chase (FS) Pennsylvania - 1. Richard Brodhead (D) - 3. James Cooper (W) Rhode Island - 1. Charles Tillinghast James (D) - 2. John Hopkins Clarke (W) South Carolina - 2. Robert Rhett (D) bis zum 7. Mai 1852 - William F. De Saussure (D) ab dem 10. Mai 1852 - 3. Andrew Butler (D) Tennessee - 1. James C. Jones (W) - 2. John Bell (W) Texas - 1. Thomas Jefferson Rusk (D) - 2. Sam Houston (D) Vermont - 1. Solomon Foot (W) - 3. William Upham (W) bis zum 14. Januar 1853 - Samuel S. Phelps (W) ab dem 17. Januar 1853 Virginia - 1. James Murray Mason (D) - 2. Robert Hunter (D) Wisconsin - 1. Henry Dodge (D) - 3. Isaac P. Walker (D) |

## Mitglieder des Repräsentantenhauses
Folgende Kongressabgeordnete vertraten im 32. Kongress die Interessen ihrer jeweiligen Bundesstaaten:
| Alabama 7 Wahlbezirke - 1. John Bragg (D) - 2. James Abercrombie (W) - 3. Sampson Willis Harris (D) - 4. William Russell Smith (CU= ConstitutionalUnionist) - 5. George S. Houston (D) - 6. Williamson Cobb (D) - 7. Alexander White (W) Arkansas Staatsweite Wahl - Robert Ward Johnson (D) Kalifornien Staatsweite Wahl - Edward C. Marshall (D) - Joseph W. McCorkle (D) Connecticut 4 Wahlbezirke - 1. Charles Chapman (W) - 2. Colin M. Ingersoll (D) - 3. Chauncey F. Cleveland (D) - 4. Origen S. Seymour (D) Delaware Staatsweite Wahl - George R. Riddle (D) Florida Staatsweit - Edward Carrington Cabell (W) Georgia 8 Wahlbezirke - 1. Joseph Webber Jackson (SR= States Right Party) - 2. James Johnson (CU) - 3. David Jackson Bailey (SR) - 4. Charles Murphey (CU) - 5. Elijah Webb Chastain (CU) - 6. Junius Hillyer (CU) - 7. Alexander Hamilton Stephens (CU) - 8. Robert Augustus Toombs (CU) Illinois 7 Wahlbezirke - 1. William Henry Bissell (D) - 2. Willis Allen (D) - 3. Orlando B. Ficklin (D) - 4. Richard S. Molony (D) - 5. William Alexander Richardson (D) - 6. Thompson Campbell (D) - 7. Richard Yates (W) Indiana 10 Wahlbezirke - 1. James Lockhart (D) - 2. Cyrus L. Dunham (D) - 3. John L. Robinson (D) - 4. Samuel W. Parker (W) - 5. Thomas A. Hendricks (D) - 6. Willis A. Gorman (D) - 7. John G. Davis (D) - 8. Daniel Mace (D) - 9. Graham N. Fitch (D) - 10. Samuel Brenton (W) Iowa 2 Wahlbezirke - 1. Bernhart Henn (D) - 2. Lincoln Clark (D) Kentucky 10 Wahlbezirke - 1. Linn Boyd (D) - 2. Benjamin E. Grey (W) - 3. Presley Ewing (W) - 4. William Thomas Ward (W) - 5. James W. Stone (D) - 6. Addison White (W) - 7. Humphrey Marshall (W) bis zum 4. August 1852 - William Preston (W) ab dem 6. Dezember 1852 - 8. John C. Breckinridge (D) - 9. John Calvin Mason (D) - 10. Richard H. Stanton (D) Louisiana 4 Wahlbezirke - 1. Louis St. Martin (D) - 2. Joseph Aristide Landry (W) - 3. Alexander G. Penn (D) - 4. John Moore (W) Maine 7 Wahlbezirke - 1. Moses Macdonald (D) - 2. John Appleton (D) - 3. Robert Goodenow (W) - 4. Charles Andrews (D) bis zum 30. April 1852 - Isaac Reed (W) ab dem 25. Juni 1852 - 5. Ephraim K. Smart (D) - 6. Israel Washburn (W) - 7. Thomas J. D. Fuller (D) Maryland 6 Wahlbezirke. - 1. Richard Bowie (W) - 2. William Thomas Hamilton (D) - 3. Edward Hammond (D) - 4. Thomas Yates Walsh (W) - 5. Alexander Evans (W) - 6. Joseph Stewart Cottman (IW = unabhängiger (independent) Whig) Massachusetts 10 Wahlbezirke - 1. William Appleton (W) - 2. Robert Rantoul (D) bis zum 7. August 1852 - Francis B. Fay (W) ab dem 13. Dezember 1852 - 3. James H. Duncan (W) - 4. Benjamin Thompson (W) bis zum 24. September 1852 - Lorenzo Sabine (W) ab dem 13. Dezember 1852 - 5. Charles Allen (FS = Free Soil Party) - 6. George T. Davis (W) - 7. John Z. Goodrich (W) - 8. Horace Mann (FS) - 9. Orin Fowler (W) bis zum 3. September 1852 - Edward P. Little (D) ab dem 13. Dezember 1852 - 10. Zeno Scudder (W) Michigan 3 Wahlbezirke - 1. Ebenezer J. Penniman (W) - 2. Charles E. Stuart (D) - 3. James L. Conger (W) Mississippi 4 Wahlbezirke - 1. Benjamin D. Nabers (CU) - 2. John Allen Wilcox (CU) - 3. John D. Freeman (CU) - 4. Albert G. Brown (SR) Missouri 5 Wahlbezirke - 1. John Fletcher Darby (W) - 2. Gilchrist Porter (W) - 3. John Gaines Miller (W) - 4. Willard Preble Hall (D) - 5. John S. Phelps (D) New Hampshire 4 Wahlbezirke - 1. Amos Tuck (W) - 2. Charles H. Peaslee (D) - 3. Jared Perkins (W) - 4. Harry Hibbard (D) New Jersey 5 Wahlbezirke - 1. Nathan T. Stratton (D) - 2. Charles Skelton (D) - 3. Isaac Wildrick (D) - 4. George Houston Brown (W) - 5. Rodman M. Price (D) New York 34 Wahlbezirke. - 1. John G. Floyd (D) - 2. Obadiah Bowne (W) - 3. Emanuel B. Hart (D) - 4. John Haws (W) - 5. George Briggs (W) - 6. James Brooks (W) - 7. Abraham P. Stephens (D) - 8. Gilbert Dean (D) - 9. William Murray (D) - 10. Marius Schoonmaker (W) - 11. Josiah Sutherland (D) - 12. David L. Seymour (D) - 13. John L. Schoolcraft (W) - 14. John H. Boyd (W) - 15. Joseph Russell (D) - 16. John Wells (W) - 17. Alexander H. Buell (D) bis zum 29. Januar 1853 - 18. Preston King (D) - 19. Willard Ives (D) - 20. Timothy Jenkins (D) - 21. William W. Snow (D) - 22. Henry Bennett (W) - 23. Leander Babcock (D) - 24. Daniel T. Jones (D) - 25. Thomas Y. How (D) - 26. Henry S. Walbridge (W) - 27. William A. Sackett (W) - 28. Abraham M. Schermerhorn (W) - 29. Jerediah Horsford (W) - 30. Reuben Robie (D) - 31. Frederick S. Martin (W) - 32. Solomon G. Haven (W) - 33. Augustus P. Hascall (W) - 34. Lorenzo Burrows (W) | North Carolina 9 Wahlbezirke - 1. Thomas Lanier Clingman (W) - 2. Joseph Pearson Caldwell (W) - 3. Alfred Dockery (W) - 4. James Morehead (W) - 5. Abraham Watkins Venable (D) - 6. John Daniel (D) - 7. William Shepperd Ashe (D) - 8. Edward Stanly (W) - 9. David Outlaw (W) Ohio 21 Wahlbezirke - 1. David T. Disney (D) - 2. Lewis D. Campbell (W) - 3. Hiram Bell (W) - 4. Benjamin Stanton (W) - 5. Alfred Peck Edgerton (D) - 6. Frederick W. Green (D) - 7. Nelson Barrere (D) - 8. John L. Taylor (W) - 9. Edson B. Olds (D) - 10. Charles Sweetser (D) - 11. George H. Busby (D) - 12. John Welch (W) - 13. James M. Gaylord (D) - 14. Alexander Harper (W) - 15. William F. Hunter (W) - 16. John Johnson (unabhängiger Demokrat) - 17. Joseph Cable (D) - 18. David Kellogg Cartter (D) - 19. Eben Newton (W) - 20. Joshua Reed Giddings (Free Soil Party) - 21. Norton Strange Townshend (D) Pennsylvania 24 Wahlbezirke - 1. Thomas Birch Florence (D) - 2. Joseph Ripley Chandler (W) - 3. Henry Dunning Moore (D) - 4. John Robbins (D) - 5. John McNair (D) - 6. Thomas Ross (D) - 7. John Alexander Morrison (D) - 8. Thaddeus Stevens (W) - 9. Jehu Glancy Jones (D) - 10. Milo Melankthon Dimmick (D) - 11. Henry Mills Fuller (W) - 12. Galusha A. Grow (D) - 13. James Gamble (D) - 14. Thomas Marshal Bibighaus (W) - 15. William Henry Kurtz (D) - 16. James Xavier McLanahan (D) - 17. Andrew Parker (D) - 18. John Littleton Dawson (D) - 19. Joseph Henry Kuhns (W) - 20. John Allison (W) - 21. Thomas Marshall Howe (W) - 22. John W. Howe (W) - 23. Carlton Brandaga Curtis (D) - 24. Alfred Gilmore (D) Rhode Island 2 Wahlbezirke - 1. George Gordon King (W) - 2. Benjamin Babock Thurston (D) South Carolina 7 Wahlbezirke - 1. Daniel Wallace (D) - 2. James Lawrence Orr (D) - 3. Joseph A. Woodward (D) - 4. John McQueen (D) - 5. Armistead Burt (D) - 6. William Aiken (D) - 7. William F. Colcock (D) Tennessee 11 Wahlbezirke - 1. Andrew Johnson (D) - 2. Albert Galiton Watkins (W) - 3. William Montgomery Churchwell (D) - 4. John Houston Savage (D) - 5. George Washington Jones (D) - 6. William Hawkins Polk (unabhängiger Demokrat) - 7. Meredith Poindexter Gentry (W) - 8. William Cullom (W) - 9. Isham G. Harris (D) - 10. Frederick Perry Stanton (D) - 11. Christopher Harris Williams (W) Texas 2 Wahlbezirke - 1. Richardson A. Scurry (D) - 2. Volney Howard (D) Vermont 4 Wahlbezirke - 1. Ahiman Louis Miner (W) - 2. William Hebard (W) - 3. James Meacham (W) - 4. Thomas Bartlett (D) Virginia 15 Wahlbezirke - 1. John Millson (D) - 2. Richard Kidder Meade (D) - 3. Thomas H. Averett (D) - 4. Thomas Stanley Bocock (D) - 5. Paulus Powell (D) - 6. John Caskie (D) - 7. Thomas H. Bayly (D) - 8. Alexander Holladay (D) - 9. James F. Strother (W) - 10. Charles J. Faulkner (W) - 11. John Letcher (D) - 12. Henry A. Edmundson (D) - 13. Fayette McMullen (D) - 14. James M. H. Beale (D) - 15. George W. Thompson (D) bis zum 30. Juli 1852 - Sherrard Clemens (D) ab dem 6. Dezember 1852 Wisconsin 3 Wahlbezirke - 1. Charles Durkee (Free Soil Party) - 2. Ben C. Eastman (D) - James Duane Doty (unabhängiger Demokrat) |

Nicht stimmberechtigte Mitglieder im Repräsentantenhaus:
- Minnesota-Territorium: Henry Hastings Sibley
- New-Mexico-Territorium: Richard Hanson Weightman (D)
- Oregon-Territorium: Joseph Lane (D)
- Utah-Territorium: John Milton Bernhisel